# 소녀애
소녀애(少女愛)는 소녀에 대한 성적 관심을 포함한 애정이다. 성적 · 육체적인 관심에 역점을 두는 경우도 있지만, 정신적으로 플라토닉 사랑임을 강조하는 경우도 있다. 일본에서는 로리타 컴플렉스의 동의어로 사용되는 경우가 많다.

## 같이 보기
- 백합 (장르)
- 소년애